# Jacques Charles François Sturm
Jacques Charles François Sturm (29. září 1803, Ženeva – 15. prosinec 1855, Paříž) byl francouzský matematik, ‎jehož rodina pochází z alsaského Štrasburku.
Společně s Josephem Liouvillem je objevitelem takzvané Sturmovy–Liouvilleovy teorie, která se využívá při řešení určitých typů integrálních rovnic. Je rovněž autorem Sturmova teorému. Společně s Jean-Danielem Colladonem provedl první experimentální odhad rychlosti zvuku ve vodě. Je nositelem Copleyho medaile za rok 1840 a rovněž jedním ze 72 významných mužů, jejichž jméno je zapsáno na Eiffelově věži v Paříži.

## Život a dílo
Narodil se v Ženevě, která byla v té době součástí První Francouzské republiky, jako nejstarší ze čtyř dětí. Rodina jeho otce, učitele matematiky Jean-Henriho Sturma emigrovala do Švýcarska ze Štrasburku někdy kolem roku 1760. Jako student nejstarší ženevské střední školy Collège de Genève (dnes Collège Calvin) začal objevovat kouzlo matematiky zejména ‎‎aritmetiku. V roce 1818 začal navštěvovat přednášky na ženevské akademii. Poté, co jeho otec roku 1819 zemřel, musel začít dávat hodiny dětem z bohatých rodin, aby finančně podpořil vlastní rodinu. V roce 1823 se stal domácím učitelem syna Madame de Staël.
Koncem roku 1823 pobýval jako domácí učitel s rodinou Madame de Staël půl roku v Paříži, kde se seznámil mimo jiné s Françoisem Aragem. Spolu se svým spolužákem Jean-Danielem Colladonem pak roku 1825 odjel do Paříže, kde navštěvovali přednášky z matematiky a fyziky a pokračovali ve svých pokusech se stlačitelností vody. V roce 1826 ‎pomohl právě s kolegou Colladonem ‎provést první experimentální stanovení rychlosti zvuku ‎ve vodě.
Roku 1829 objevil Sturmův teorém, který pojednává o hledání reálných kořenů funkcí.
Sturm měl prospěch z Červencové revoluce v roce 1830, neboť jeho protestantská víra přestala být překážkou v získání místa na veřejných středních školách. Koncem roku 1830 tak byl jmenován profesorem speciální matematiky na gymnáziu Rollin (dnes Collège-lycée Jacques-Decour) a v roce 1833 získal francouzské občanství, jež ztratil s pádem Helvétské republiky.
V roce 1836 byl zvolen za člena Francouzské akademie věd, kde nahradil zesnulého André-Marieho Ampèra. Roku 1838 začal přednášet na pařížské École polytechnique a v roce 1840 se zde stal profesorem. V tomtéž roce byl po smrti Siméona Denise Poissona jmenován profesorem teoretické mechaniky na Fakultě věd pařížské Sorbonny. Jeho práce Přednášky o analýze (1857–1863) a Přednášky o mechanice (1861) byly publikovány po jeho smrti a dočkaly se několika dalších vydání.
V roce 1851 začalo jeho zdraví selhávat. Během své dlouhé nemoci se ještě na nějakou dobu navrátil k přednáškám, ale roku 1855 zemřel.
Je po něm pojmenován asteroid 31043 Sturm.